# Арнштам, Александр Мартынович
Алекса́ндр Марты́нович Арншта́м (1880—1969) — российский, советский, немецкий, французский художник, график, иллюстратор, сценограф, художник кино.

## Биография
Родился 9 апреля 1880 года в Москве на Петровке, был четвёртым ребёнком в еврейской купеческой семье из Риги. Его отец Мозес Арнштам был владельцем текстильных мануфактур и модного магазина, в 1890-е годы семья жила на Большой Дмитровке в доме Штюрцваге, потом в доме Мятлева. С детства занимался музыкой — брал уроки фортепиано у Давида Шора, скрипки — у Алексея Яньшинова и, затем, у Николая Соколовского. Окончил одну из лучших школ Москвы — частную гимназию Креймана, находившуюся на Петровке, 25 недалеко от дома его родителей.
В 1901 году окончил философский факультет Университета Фридриха Вильгельма в Берлине. В 1907 году получил второе высшее образование, окончив юридический факультет Московского университета. Будучи студентом, посещал мастерскую художника Константина Юона на Арбате.

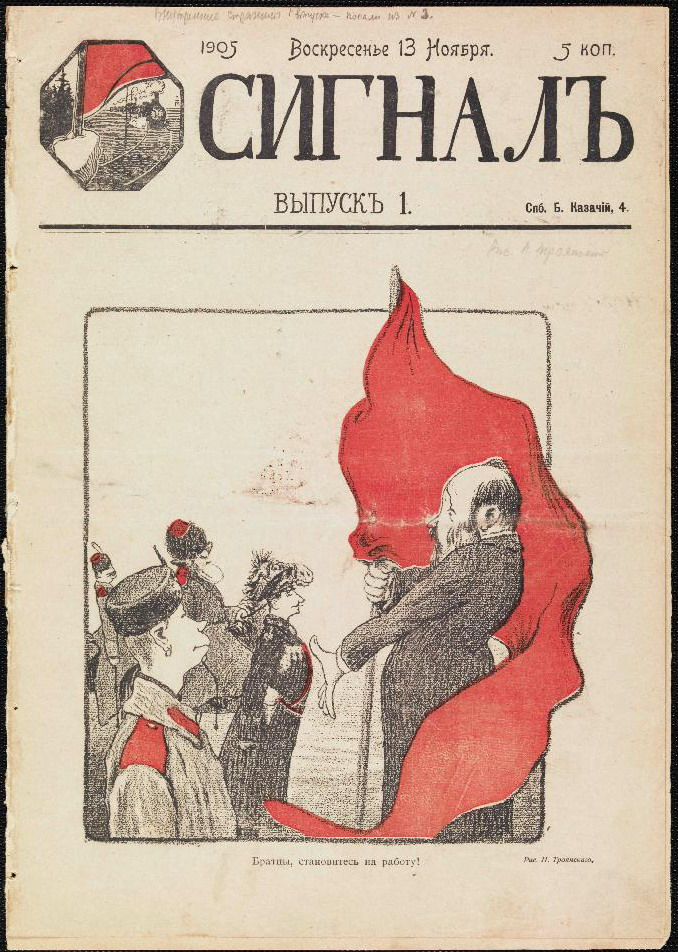
Обложка первого выпуска журнала «Сигнал»

В шестнадцатилетнем возрасте познакомился на Рижском взморье с дочерью петербургского коммерсанта Розой Мордухович, ставшей впоследствии его женой. В своём петербургском доме Мордухович устраивала литературные вечера. На них в 1905 году появился сатирический журнал «Сигнал», издание которого взял на себя её отец, а главным редактором стал Корней Чуковский. В этом журнале впервые были опубликованы рисунки Александра Арнштама («…Я посылал их с радостью, печалясь, что нахожусь не рядом»).

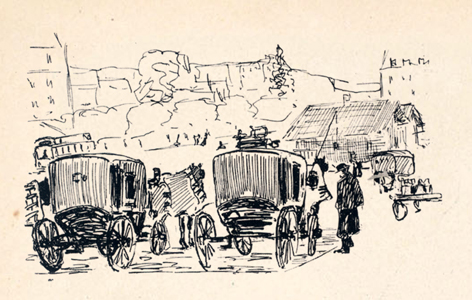
Александр Арнштам. У вокзала. Швейцария. 1907

В начале осени 1905 года в Швейцарии прошла свадьба Александра Арнштама и Розы Мордухович, после которой они поселились в Париже. Арнштам в это время учился в академии Гранд-Шомьер у Люсьена Симона и Жоржа Девальера. Из-за болезни Розы семья затем переехала в Швейцарию, где в Лозанне в 1907 году родился их первый ребёнок Жорж.

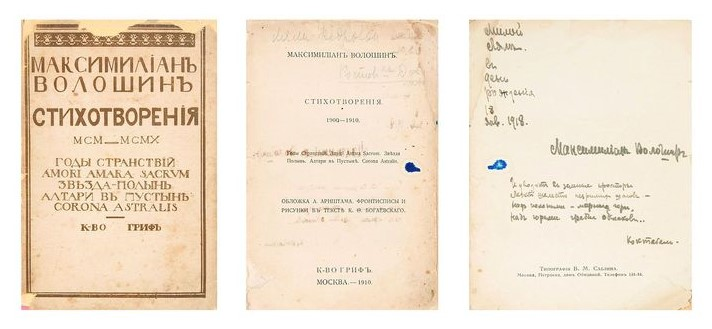
Оформление книги стихотворений Максимилиана Волошина (1910) с автографом Волошина 1918 года

В 1907 году Александр Арнштам с женой и ребёнком вернулся в Россию и поселился в Санкт-Петербурге. Оформив обложку номера журнала «Золотое руно», посвящённого Евгению Лансере, Арнштам начал работать в книжной графике. Постепенно он расширил сферу своих профессиональных интересов и стал заниматься театром и живописью. В русле своих театральных интересов в 1913—1914 годах Арнштам писал критические статьи для газеты «Театр и жизнь». В 1914 году выполнил декорации к оперетте «Уличная графиня», поставленной Константином Грековым в частном Театре Незлобина. В 1915—1917 годах участвовал в различных выставках, в том числе в выставках «Мира искусства».

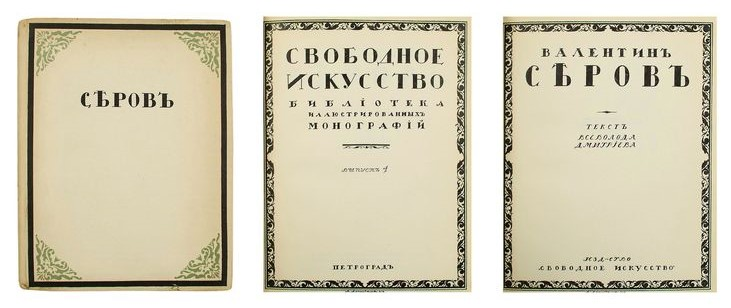
Оформление книги Всеволода Дмитриева «Валентин Серов» (1916)

Отдыхая в 1914 году в Финляндии в Куоккале, Александр Арнштам нарисовал по просьбе Корнея Чуковского обложку для его рукописного альманаха «Чукоккала». В 1916 году художник выпустил «Наш журнал» с текстами и рисунками детей — своих и детей своих знакомых (Бенуа, Серебряковых, Добужинских, Рерихов, Городецких). В 1916 году Арнштам оформил книгу Всеволода Дмитриева «Валентин Серов» — первую из серии «Библиотека иллюстрированных монографий». В 1919 году иллюстрировал книгу Андрея Левинсона «Старый и новый балет».

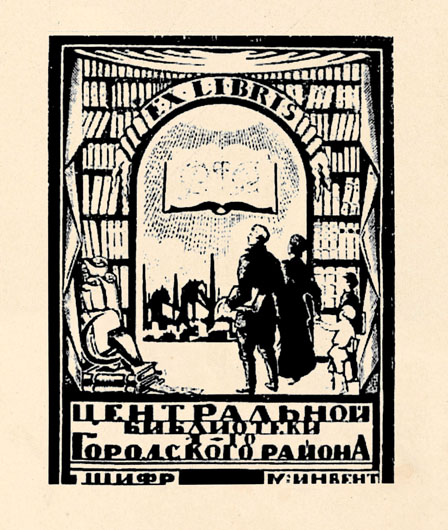
Александр Арнштам. Книжный знак Центральной библиотеки 1-го Городского района Петрограда. 1919

Отношение Александра Арнштама к Февральской революции осталось неизвестным. Октябрьский переворот он встретил настороженно, но тем не менее был приглашён работать в редколлегию Народного комиссариата просвещения РСФСР (Наркомпроса РСФСР) и заведовать художественным отделом «Свободного журнала» (1917—1918). Художник начал работать с Госиздатом и получил много заказов. Арнштам участвовал в массовом издании литературной классики и иллюстрировал произведения Александра Пушкина, Ивана Тургенева, Алексея Кольцова, Шолом-Алейхема и других писателей. Одновременно с этим Александр Арнштам был назначен директором художественной школы для молодёжи и рабочих.
В конце 1919 года Александр Арнштам был арестован ЧК по делу работников петроградской конторы Центросоюза («процесс экономической контрреволюции») и, несмотря на заступничество Максима Горького и Анатолия Луначарского, провёл в тюрьмах Петрограда и Москвы девять месяцев. Находясь в тюрьме, оформил по заказу Госиздата революционную «Азбуку» (в 1922 году «Азбука» экспонировалась на Международной книжной выставке во Флоренции под вывеской «8 иллюстраций к книге „Народная азбука“»). О своём пребывании в тюрьме написал: «человеческая жизнь стоила столько же сколько мыльный пузырь… или ещё меньше». После Бутырской тюрьмы был отправлен в Покровский (или Семёновский) концлагерь (специализированная тюрьма ВЧК) в Москве и, после снятия обвинения, был освобождён.
После освобождения Арнштам был назначен художественным консультантом московского отделения Госиздата и приглашён к сотрудничеству с журналом «Красноармеец». В литературной секции Госиздата отвечал за художественное оформление сочинений Пушкина, готовя издания его произведений с иллюстрациями русских художников и оформляя обложки.
22 ноября 1921 года Арнштам вместе с семьёй эмигрировал через Ригу в Берлин, о чём говорил с сожалением: «Для меня этот отъезд был событием мрачным, тоскливым, непоправимым». Продолжил работать как иллюстратор книг с издательствами «Геликон», «Огоньки», «Слово», «Театр», «Русское универсальное издательство» и др. В 1922 году совместно с Евгением Грюнбергом основал издательство Academia, в котором заведовал художественной частью. В этом издательстве последовательно подготовил книги со своим графическим оформлением: «Московия ХVII-го века» Георгия Лукомского, «Алхимия театра» Самуила Вермеля, «Театр как таковой» Николая Евреинова. Не прерывая до середины 1920-х годов связей с ленинградским отделением Госиздата, продолжал работать над отдельными томами «Жана-Кристофа» Ромена Роллана.
В Берлине Арнштам занимался частным преподаванием; самые известные его ученики — Тото Познер и Олег Цингер. Также занимался сценографией — оформлял спектакли Ж. Альтмана и создавал костюмы для балетов Самуила Вермеля. Поддерживал связи с режиссёром Николаем Евреиновым, актёрами Г. Серовым и Акимом Тамировым, писателями Виктором Ирецким, Осипом Дымовым, Алексеем Ремизовым и Виктором Шкловским.

Постер фильма «Восхитительная ложь Нины Петровны» (1929)

В 1922 году Александр Арнштам экспонировал свои работы на 1-й выставке русского искусства в галерее Ван Димена. После отъезда Николая Минского в Лондон Арнштам был избран председателем Дома искусств. В 1923 году Арнштам участвовал в создании Союза русских живописцев, ваятелей и зодчих. В Берлине художник создал большое количество женских портретов и портретов людей творческих профессий. Критика находила в портретах «господина профессора А.» «изысканный штрих». С 1928 года Арнштам начал работать в кинематографе в различном качестве с различными компаниями — UFA, Terra Films, Gottschalk Films и др. В частности, он выступил художественным консультантом самого коммерчески успешного фильма Германии 1929 года «Восхитительная ложь Нины Петровны».
В 1933 году, восприняв национал-социализм как реальную угрозу себе и своей семье, Александр Арнштам вновь эмигрировал — во Францию и поселился в Париже, где уже жил и работал его старший сын Жорж. Начав всё сначала, он длительное время перебивался мелкими заказами для кинорекламы, пока наконец в 1938 году не получил приглашение вместе с Ги де Гастайном оформить фильм «Катя» режиссёра Мориса Турнёра. После успешного проката фильма Арнштам начал получать заказы на рекламу от кинофирм Films-Éclair-Journal, Redon, Franco-London-Films, Gay-Lussac и др. В оккупированном немцами Париже он оставался с женой до 1943 года и рисовал программки для концертного зала Плейель, а затем снова бежал от нацистов на юг Франции. До конца Второй мировой войны жил в Вильреале, где писал пейзажи и жанровые сцены, в том числе из русской жизни.
После войны Арнштам поселился в Монморанси близ Парижа. Периодически работал над фильмами, делал киноафиши. В 1953 году в студии Vendôme инсценировал пьесу шведского писателя Юхана Хеннинга Бергера «Потоп». В конце 1950-х годов оформлял книги Эмиля Золя из цикла «Ругон-Маккары» в серии Livre de poche (карманные издания), заказы на которые ему передавал сын Кирилл. После смерти жены в 1956 году Арнштам переехал к сыну Кириллу в Пале-Руаяль. Там он начал делать книгу о Пале-Руаяле и его «прославленных обитателях». Книга должна была состоять из фотографий, его собственных рисунков и текстов об этом месте. Жан Кокто сделал для этой книги фронтиспис и написал вступление, но проект оказался для издателей слишком дорогим и не состоялся.
Последним осуществлённым крупным проектом Александра Арнштама стал балет по роману Эмиля Золя «Нана», музыку к которому написал Анри Томази. Несколько лет Арнштам работал над сценарием, декорациями и костюмами к спектаклю. Премьера балета состоялась 14 декабря 1962 года в Страсбурге.
Умер 6 октября 1969 года.

### Семья
Сестра — Тереза Мозесовна (Моисеевна) Арнштам (в замужестве Вендель; 6 августа 1879, Москва — 1941, Рига), погибла с семьёй в Рижском гетто; в её рижском доме А. М. Арнштам с семьёй жил после эмиграции из России в 1921 году. Брат — Яков Мозесович Аронштам. Сестра Элла.
Жена — Роза Адольфовна Мордухович (в замужестве Арнштам, 1882—1956), дочь петербургского купца Адольфа Самуиловича (Самойловича) Мордуховича, владельца товарищества «А. С. Мордухович и К», представлявшего филадельфийские паровозостроительные заводы Бальдвина в России, который среди прочего был издателем редактируемого К. И. Чуковским журнала «Сигнал». Их дети:
- Жорж (Георгий Александрович) Арнштам (1907—1993) — французский монтажёр кино
- Игорь Александрович Арнштам (1911—1993) — французский художник
- Кирилл Александрович Арнштам (1919—2020) — французский художник

## Фильмография
| Год  |   | Русское название                  | Оригинальное название                 | Роль                                    |
| ---- | - | --------------------------------- | ------------------------------------- | --------------------------------------- |
| 1928 | ф | Возвращение домой                 | Heimkehr                              | Консультант                             |
| 1928 | ф | Распутин, святой грешник          | Rasputins Liebesabenteuer             | Художник                                |
| 1929 | ф | Восхитительная ложь Нины Петровны | Die wunderbare Lüge der Nina Petrowna | Консультант                             |
| 1930 | ф | Человек, совершивший убийство     | Der Mann, der den Mord beging         | Костюмы                                 |
| 1930 | ф | Бессмертный бродяга               | Der unsterbliche Lump                 | Костюмы                                 |
| 1938 | ф | Катя                              | Katia                                 | Декорации (совместно с Ги де Гастайном) |
| 1947 | ф | Любовь вокруг дома                | L'Amour autour de la maison           | Декорации                               |
| 1947 | ф | Ноев ковчег                       | L'Arche de Noé                        | Декорации (совместно с Полем-Луи Буте)  |